# Grattacieli di Bologna
Questa è una lista degli edifici più alti dell'area metropolitana di Bologna, ordinati in base all'altezza. Per altezza generalmente si intende quella strutturale, o dal piano stradale al tetto (height to roof) detta anche architettonica. In base a tale criterio di classificazione, dal 1958 al 2011 l'edificio abitabile più alto di Bologna è stato il grattacielo di via Cellini, alto 71,5 metri, in seguito alla costruzione, completata nel 2012, della Torre Unipol (127 metri), il primo edificio di Bologna a superare i 100 metri di altezza e il primato ultra-secolare della Torre degli Asinelli. 
Alcuni edifici della città di Bologna appartenenti per geometria alla tipologia a torre raggiungono comunque altezze superiori ai 50 metri, ma non sono presenti in questa lista, in quanto per ragioni storiche non possono essere considerati grattacieli. Essi sono:
- Torre degli Asinelli (97,20 metri)
- Campanile di San Pietro (70 metri)
- Campanile di San Petronio (62 metri)
- Torre degli Azzoguidi (61 metri)
- Torre dei Prendiparte (59,50 metri)

## Elenco
| #  | Immagine | Nome                                                                | Altezza (m) | Piani | Anno di completamento | Note                       |
| -- | -------- | ------------------------------------------------------------------- | ----------- | ----- | --------------------- | -------------------------- |
| 1  |          | Torre Unipol                                                        | 127         | 35    | 2012                  |                            |
| 2  |          | Grattacielo "La Meridiana"                                          | 95          | 23    | 1958                  |                            |
| 3  |          | Torre 7 - Fiera District                                            | 90          | 22    | 2011                  |                            |
| 4  |          | Torre 6 - Fiera District                                            | 90          | 22    |                       |                            |
| 5  |          | Torre 5 - Fiera District                                            | 88          | 21    |                       |                            |
| 6  |          | Torre 4 - Fiera District                                            | 88          | 21    |                       |                            |
| 7  |          | Torre Frascari                                                      | 87          | 25    |                       | Castelmaggiore             |
| 8  |          | Torre 3 - Fiera District                                            | 85          | 21    |                       |                            |
| 9  |          | Torre 2 - Fiera District                                            | 85          | 21    |                       |                            |
| 10 |          | Torre 1 - Fiera District                                            | 85          | 21    |                       |                            |
| 11 |          | Torre 1 - Via Zacchiroli                                            | 83          | 20    |                       |                            |
| 12 |          | Torre 2 - Via Zacchiroli                                            | 83          | 20    |                       |                            |
| 13 |          | Best Western Plus Tower Hotel                                       | 80          | 18    |                       | Hotel Best Western Plus    |
| 14 |          | Torre 2 - Via degli Ortolani 17                                     | 78          | 17    |                       |                            |
| 15 |          | Torre 1 - Pilastro                                                  | 77          | 20    |                       |                            |
| 16 |          | Torre 2 - Pilastro                                                  | 77          | 20    |                       |                            |
| 17 |          | Torre 1 - Via degli Ortolani 15                                     | 75          | 17    |                       |                            |
| 18 |          | Torre 3 - Via degli Ortolani 19                                     | 75          | 17    |                       |                            |
| 19 |          | Torre 3 - Pilastro                                                  | 73          | 19    |                       |                            |
| 20 |          | Torre 4 - Pilastro                                                  | 73          | 19    |                       |                            |
| 21 |          | Condominio Via E. Ferrari 40                                        | 72          | 18    |                       |                            |
| 22 |          | Ospedale Maggiore                                                   | 71          | 15    |                       | Nuova ala aperta nel 2009  |
| 23 |          | Torre 1 - Viale Masini                                              | 69          | 17    |                       |                            |
| 24 |          | Torre 2 - Viale Masini                                              | 69          | 17    |                       |                            |
| 25 |          | Torre 1 - Via De Nicola                                             | 67          | 16    |                       |                            |
| 26 |          | Torre 2 - Via De Nicola                                             | 67          | 16    |                       |                            |
| 27 |          | Torre 3 - Via De Nicola                                             | 65          | 16    |                       |                            |
| 28 |          | P. Tower - Via della Liberazione / Via Donato Creti                 | 60          | 15    | 2018                  |                            |
| 29 |          | Beyoo - Via Sebastiano Serlio                                       | 53          | 16    | 2022                  |                            |
| 30 |          | Palazzo Bonaccorso                                                  | 50          | 11    | 2008                  | Sede del comune di Bologna |
| 31 |          | Condominio Via Manuzio 24, detto "il grattacielo di Borgo Panigale" | 50          | 14    |                       | Borgo Panigale             |
| 32 |          | Condominio Viale Della Repubblica                                   | 50          | 14    |                       |                            |